# الملعب الغولي
الملعب الغولي (بالفرنسية: Stade gaulois)‏، فريق رياضي تونسي منحل تأسس سنة 1911 بـتونس العاصمة.

## تاريخه
تأسس الملعب الغولي سنة 1908 من طرف فرنسيين، من بينهم هنري سمادجة الرئيس المستقبلي للاتحاد الرياضي التونسي، ورئيس جريدة لا براس.
بدأ نشاط الفريق سنة 1909، لكن انطلاقته الفعلية كانت في 28 يناير 1911، هذا وقد كان من بين المشرفين على الفريق حمادي بن ضيف أحد أول اللاعبين في المنتخب التونسي، في حين تكفلت صحيفة لاديبيش تونيزيان بالتشهير للفريق، وعلى الرغم من صعوده المبكر لدوري الدرجة الأولى التونسي، إلا أنه لم يشارك فيه حتى سنة 1920 وذلك بسبب الحرب العالمية الأولى، وفي موسمه الأول في هذا الدوري، احتل المرتبة الثالثة خلف كل من الراسينغ كلوب والاتحاد الرياضي التونسي، وفي سنة 1921 اندمج مع كلوب كرة القدم لكنه حافظ على نفس التسمية التي حملها قبل حوالي عقد من الزمن.
إلى غاية 1939، كان من الفرق المتفوقة، حيث فاز بلقب الرابطة التونسية المحترفة الأولى في ثلاث مناسبات، كما فاز بكأس تونس في ثلاث مناسبات أخرى أيضا، وابتداء من 1930 بدأ النادي في استقطاب العديد من اللاعبين التونسيين على غرار الحارس بوبكر، علي بن سعيد، أحمد بن حسين، أحمد بن عزيز، وردي بربيش، الأخوين عز الدين وغيرهم.
سنة 1949، انضم بعض لاعبي الفريق بالإضافة إلى لاعبين آخرين من راسينغ كلوب ونادي سبورتينغ تونس لنادي جديد، كان هو المؤسسة الرياضية الفرنسية، ثم عاودا نشاطهم سنتي 1946 - 47 لكن هذه المرة في دوري الدرجة الثانية، ولم يغادروه إلا سنة 1956 وهو تاريخ تفكيك النادي.

## الألقاب
| البطولة                        | سنوات التتويج                                           |
| ------------------------------ | ------------------------------------------------------- |
| بطل تونس لكرة القدم            | - 1923 - 1924 - 1927                                    |
| بطل كأس تونس لكرة القدم        | - 1925 - 1927 - 1937                                    |
| بطل تونس لكرة السلة            | - 1940 - 1949 - 1951 - 1957                             |
| بطل كأس تونس لكرة السلة        | - 1950 - 1952                                           |
| بطل تونس لكرة السلة سيدات      | - 1956 - 1957 - 1958                                    |
| بطل شمال إفريقيا للكرة الطائرة | - 1952                                                  |
| بطل تونس للرقبي                | - 1923 - 1924 - 1925 - 1926 - 1927 - 1928 - 1929 - 1930 |
| بطل شمال إفريقيا للرقبي        | - 1928 - 1929 - 1930                                    |

## مقالات ذات صلة
- نادي سبورتينغ تونس
- راسينغ كلوب